# Зоран Ковачевски
Зоран Ковачевски (на македонска литературна норма: Зоран Ковачевски) е юрист и писател, романист от Република Македония.

## Биография
Роден е през 1943 година в Ягодина, тогава в окупирана Сърбия. Завършва Юридическия факултет на Белградския университет. Работи в Хирургическата болница в Охрид, а по-късно като съдия в Основния съд в Охрид. Член е на Дружеството на писателите на Македония от 1975 година.